# Старше
Старше (словен. Starše) — поселення в общині Старше, Подравський регіон‎, Словенія.